# ÖFB-Cup 2016-2017

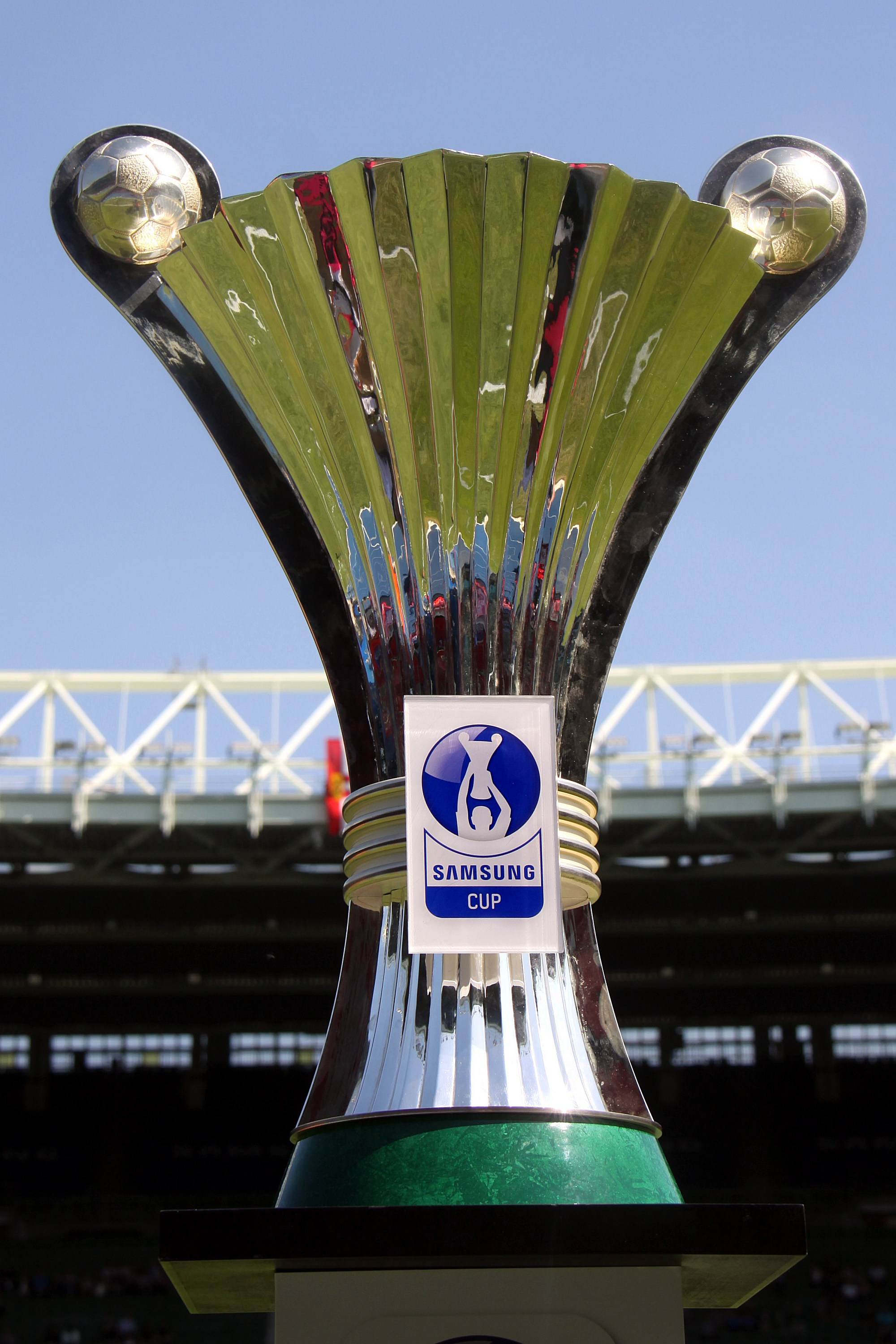

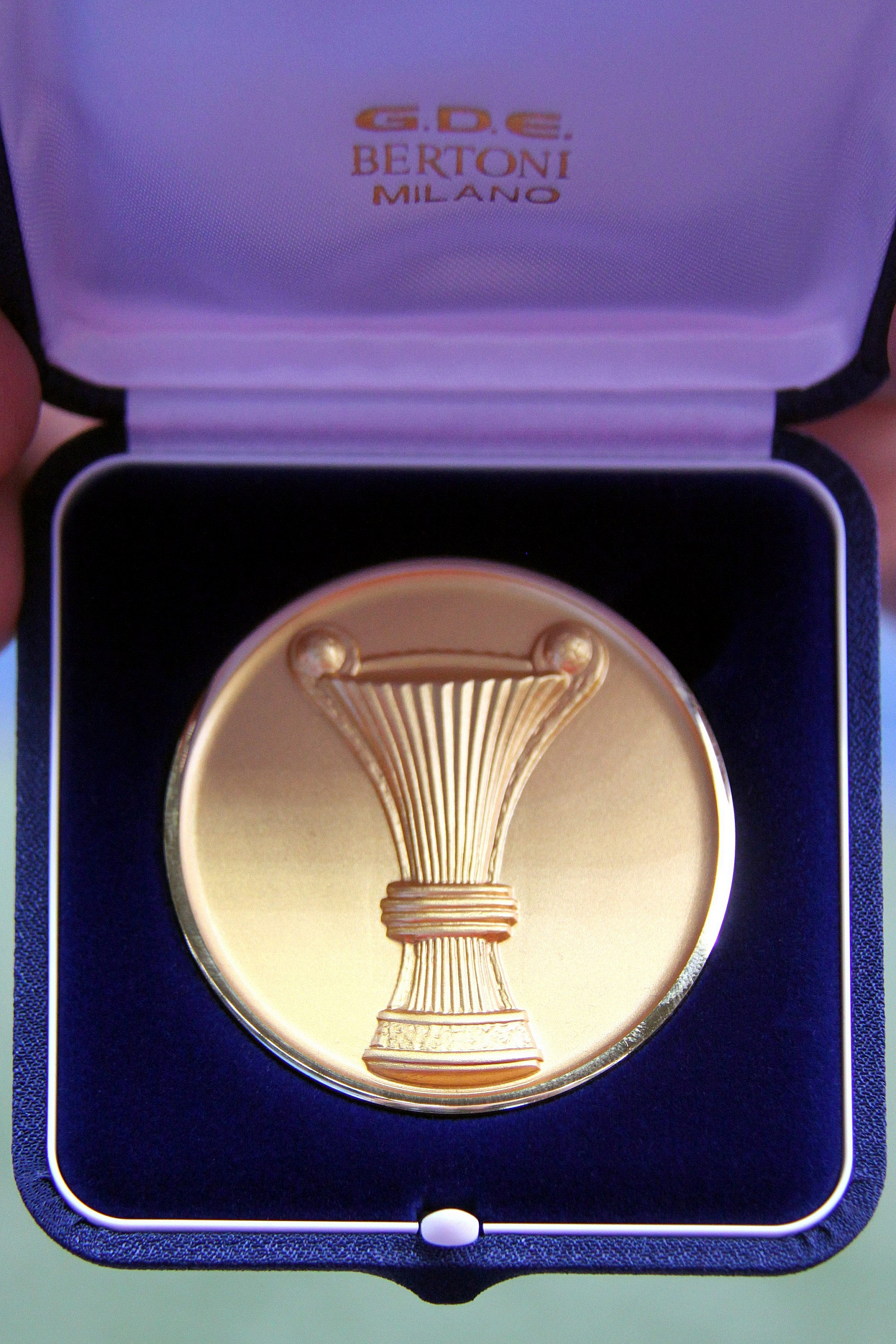

La ÖFB-Cup 2016-2017, ufficialmente ÖFB-Samsung-Cup per motivi di sponsor, è stata la 82ª edizione della coppa nazionale di calcio austriaca. Iniziata il 15-17 luglio 2016, si è conclusa con la finale del 1 giugno 2017.

## Formula
La competizione vede al via 64 formazioni, così suddivise: le 10 squadre di Bundesliga, 9 delle 10 formazioni di Erste Liga, 30 delle 48 squadre di Regionalliga e 15 club provenienti dai campionati regionali, fra i quali i 9 vincitori delle coppe regionali della stagione 2015-2016. Le squadre riserva non possono prendere parte alla ÖFB-Cup ed è per questo motivo che il Liefering, benché iscritto al campionato di Erste Liga e formalmente "indipendente", essendo sotto il controllo della Red Bull, è stato escluso dalla coppa in quanto considerato dalla federazione alla stregua di un'emanazione diretta del Salisburgo.
Tutte le 64 squadre entrano in gioco nel primo turno e la competizione si articola su turni ad eliminazione diretta con gare di sola andata. Nel caso di un pareggio, vengono disputati i tempi supplementari e, persistendo il punteggio di parità, si procede alla battuta dei tiri di rigore.
La vincitrice dell'ÖFB-Cup 2016-2017 potrà partecipare all'Europa League 2017-2018, partendo dal terzo turno preliminare. Se la stessa squadra ottenesse anche il titolo di campione d'Austria e, quindi, il diritto a partecipare alla Champions League, il posto in Europa League sarebbe preso dalla finalista perdente e, se anche questa squadra risultasse già qualificata all'Europa League via campionato, l'ultimo posto disponibile per la competizione verrebbe assegnato alla 4ª classificata della Bundesliga.

## Primo turno
| Squadra 1               | Risultato       | Squadra 2           |
| ----------------------- | --------------- | ------------------- |
| 8 luglio 2016           |                 |                     |
| Karabakh Vienna         | 1 – 3           | Rapid Vienna        |
| 15 luglio 2016          |                 |                     |
| Stadlau                 | 0 – 2           | Sturm Graz          |
| Kalsdorf                | 4 – 0           | Austria Klagenfurt  |
| Deutschlandsberger SC   | 1 – 3           | Lafnitz             |
| First Vienna            | 6 – 0           | Treibach            |
| Gleisdorf 09            | 2 – 2 (2-4 dcr) | Hartberg            |
| Bad Wimsbach            | 3 – 1           | Austria Salisburgo  |
| Ebreichsdorf            | 1 – 0           | Wolfsberger         |
| ATSV Wolfsberg          | 0 – 3           | Floridsdorfer       |
| Parndorf                | 2 – 3 (dts)     | LASK                |
| Grieskirchen            | 0 – 2           | Wiener Neustadt     |
| Neusiedl/See            | 3 – 5 (dts)     | WSG Swarovski Tirol |
| Amstetten               | 3 – 0           | Wienerberg          |
| Wiener Sport-Club       | 0 – 3           | Ritzing             |
| Kremser SC              | 0 – 2           | St. Pölten          |
| Purgstall               | 0 – 6           | Kapfenberger        |
| Vorwärts Steyr          | 1 – 3           | Salisburgo          |
| 16 luglio 2016          |                 |                     |
| Leobendorf              | 0 – 0 (3-1 dcr) | Allerheiligen       |
| Hohenems                | 0 – 4           | Grödig              |
| Ferlach                 | 1 – 6           | Austria Lustenau    |
| Anif                    | 0 – 1           | Altach              |
| Hard                    | 0 – 1           | Union St. Florian   |
| St. Johann              | 0 – 3           | Union Gurten        |
| Schwaz                  | 4 – 3           | Bergheim            |
| Stadl-Paura             | 0 – 1           | Blau-Weiß Linz      |
| Kufstein                | 1 – 4           | Ried                |
| Flyeralarm Traiskirchen | 1 – 3           | Horn                |
| 17 luglio 2016          |                 |                     |
| Dornbirner              | 1 – 4           | Admira Wacker M.    |
| Dornbirn                | 0 – 6           | Austria Vienna      |
| Rudersdorf              | 0 – 7           | Mattersburg         |
| Wörgl                   | 2 – 4 (dts)     | Kitzbühel           |
| Mannsdorf               | 3 – 3 (4-3 dcr) | Wacker Innsbruck    |

## Secondo turno
| Squadra 1         | Risultato       | Squadra 2           |
| ----------------- | --------------- | ------------------- |
| 20 settembre 2016 |                 |                     |
| Schwaz            | 0 – 1           | Floridsdorfer       |
| Kitzbühel         | 1 – 2           | Blau-Weiß Linz      |
| Union Gurten      | 2 – 4           | Kapfenberger        |
| St. Pölten        | 2 – 1           | Ried                |
| Kalsdorf          | 1 – 2           | LASK                |
| Hartberg          | 1 – 1 (4-5 dcr) | WSG Swarovski Tirol |
| Grödig            | 2 – 2 (4-2 dcr) | Horn                |
| Union St. Florian | 0 – 3 (dts)     | Wiener Neustadt     |
| Amstetten         | 2 – 2 (3-2 dcr) | Austria Lustenau    |
| 21 settembre 2016 |                 |                     |
| Leobendorf        | 0 – 1           | Rapid Vienna        |
| Bad Wimsbach      | 0 – 5           | Sturm Graz          |
| Lafnitz           | 0 – 0 (4-3 dcr) | Mattersburg         |
| Mannsdorf         | 1 – 7           | Salisburgo          |
| Ebreichsdorf      | 3 – 0           | Altach              |
| Ritzing           | 1 – 3           | Admira Wacker M.    |
| First Vienna      | 1 - 3           | Austria Vienna      |

## Ottavi di finale
| Squadra 1       | Risultato       | Squadra 2           |
| --------------- | --------------- | ------------------- |
| 25 ottobre 2016 |                 |                     |
| Lafnitz         | 1 – 5           | Kapfenberger        |
| Amstetten       | 3 – 4           | LASK                |
| Grödig          | 1 – 0           | WSG Swarovski Tirol |
| Wiener Neustadt | 1 – 3           | Admira Wacker M.    |
| 26 ottobre 2016 |                 |                     |
| Ebreichsdorf    | 4 – 5 (dts)     | Austria Vienna      |
| Salisburgo      | 2 – 0           | Floridsdorfer       |
| Blau-Weiß Linz  | 0 – 4           | Rapid Vienna        |
| St. Pölten      | 1 – 1 (4-3 dcr) | Sturm Graz          |

## Quarti di finale
| Squadra 1      | Risultato   | Squadra 2        |
| -------------- | ----------- | ---------------- |
| 4 aprile 2017  |             |                  |
| Grödig         | 0 – 3       | LASK             |
| 5 aprile 2017  |             |                  |
| Austria Vienna | 1 – 2       | Admira Wacker M. |
| Salisburgo     | 2 – 1 (dts) | Kapfenberger     |
| St. Pölten     | 1 – 3       | Rapid Vienna     |

## Semifinale
| Squadra 1        | Risultato | Squadra 2  |
| ---------------- | --------- | ---------- |
| 26 aprile 2017   |           |            |
| Admira Wacker M. | 0 – 5     | Salisburgo |
| Rapid Vienna     | 2 – 1     | LASK       |

## Finale
| Arbitro: | Hameter |

|               |           |                          |
| Joelinton 56’ | Marcatori | 51’ Hwang 85’ Samassékou |